# Haul Round Island
Haul Round Island är en ö i Australien. Den ligger i territoriet Northern Territory, omkring 370 kilometer öster om territoriets huvudstad Darwin.
Savannklimat råder i trakten. Genomsnittlig årsnederbörd är 1 513 millimeter. Den regnigaste månaden är mars, med i genomsnitt 435 mm nederbörd, och den torraste är augusti, med 1 mm nederbörd.